# Dicranomyia panthera
Dicranomyia panthera är en tvåvingeart som först beskrevs av Günther Theischinger 1994.  Dicranomyia panthera ingår i släktet Dicranomyia och familjen småharkrankar. Inga underarter finns listade i Catalogue of Life.